# Barca de la Hjortspring

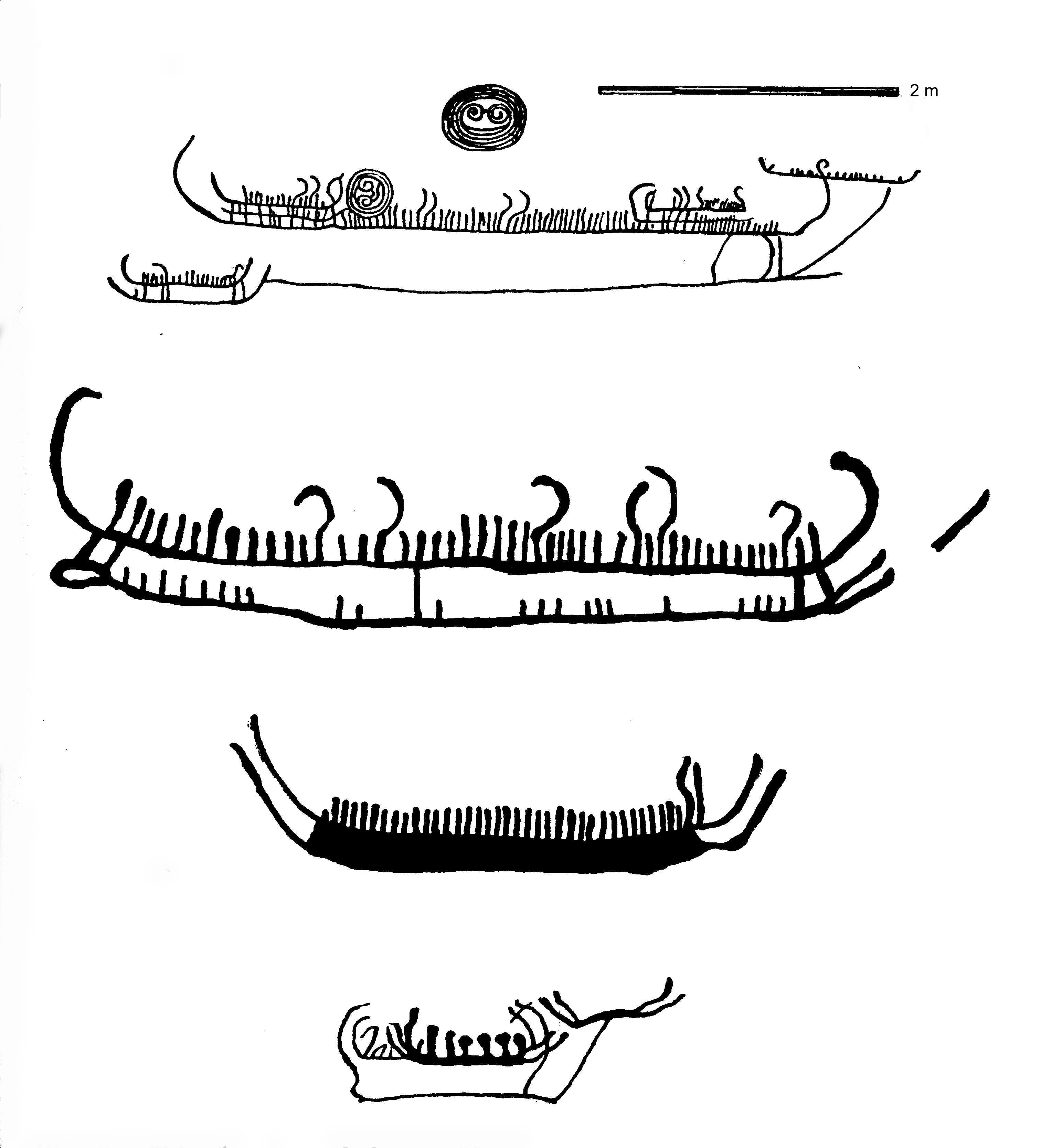
Gravură rupestră care reprezintă nave de tipul celei de la Hjortspring

Barca de la Hjortspring este cel mai vechi vestigiu arheologic de construcție navală din Scandinavia. Barca are o lungime totală de douăzeci și unu de metri, o lungime interioară utilă de treisprezece metri pe doi metri lățime și o greutate în gol de aproximativ 500 kg. Echipată cu zece bănci de vâslit și propulsată cu ajutorul vâslelor, putea transporta un echipaj de aproximativ douăzeci de oameni (douăzeci și doi până la douăzeci și trei) și avea o greutate cu echipament de aproximativ 2.500 kg.

## Istoric

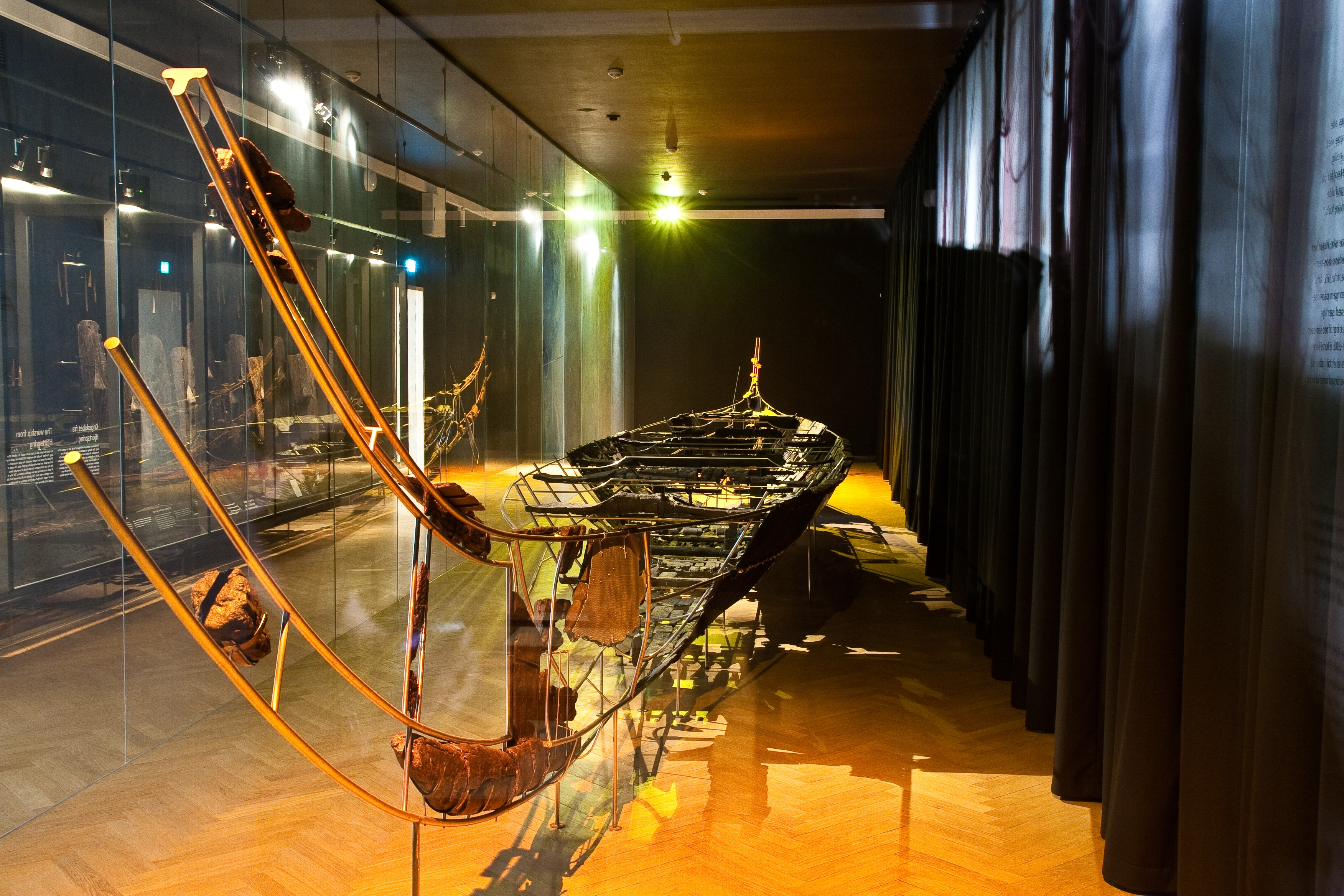
Barca de la Hjortspring expusă la Muzeul Național al Danemarcei, din Copenhaga

Prima descoperire a unei bucăți de lemn care părea să provină dintr-o navă și a unui vârf de lance, făcută întâmplător în anii 1880 în timpul extracției de turbă din turbăria Hjortspring, pe insula Alsen, a fost aflată în timpul Primului Război Mondial de către directorul muzeului local din Sønderborg, Jens Rabenle.
În 1920, după sfârșitul războiului și reintegrarea Sønderjylland în Danemarca, el a scris Muzeului Național al Danemarcei pentru a-i comunica descoperirea.
Săpăturile au fost întreprinse în 1921 de arheologul Gustav Rosenberg și s-au încheiat în 1922. Datorită competenței sale și în ciuda stării proaste a bărcii, deteriorată de exploatarea turbei, munca sa i-a permis lui Fr. Johannsen să realizeze o reconstituire fidelă. Barca făcea parte dintr-o ofrandă plasată în ceea ce astăzi este o turbărie, dar care inițial era un lac.
Barca este din nou expusă la Muzeul Național al Danemarcei din Copenhaga din 1986, după ce a fost retrasă în anii 1960 pentru o nouă conservare.

## Datare
Data construcției este estimată la aproximativ 350 î.Hr. Nava a fost probabil construită pe malurile Mării Baltice și, deși locul exact al construcției nu este cunoscut, este probabil diferit de locul descoperirii.